# Brad Delson
Bradford Phillip Delson, conegut com a Big Bad Brad, era el guitarrista principal del grup estatunidenc de nu metal, Linkin Park. També és l'A&R (o sigui, el descobridor de nous talents) de Machine Shop Recordings.
En Brad, va néixer a Los Angeles, Califòrnia, l'1 de desembre de 1977. Es va graduar al High School Augora (California), l'any 1996, mateix any que va formar, junt amb Mike Shinoda el grup Xero (dissolt Linkin Park). Va assistir i es va graduar a la Universitat de Califòrnia, en l'especialitat de comunicacions.
Durant la universitat, en Delson va haver de tractar amb un membre de la indústria de la música com a part de la seva carrera. Va acabar treballant per a en Jeff Blue, un A&R de Warner Bros. Records. Li va comentar a Blue coses sobre la seva banda i a canvi de donar-li demos perquè els escoltés, en Blue li feia crítiques constructives.

## Carrera musical
Linkin Park
Delson, juntament amb Mike Shinoda i Rob Bourdon, van fundar Xero, la primera encarnació de Linkin Park, el 1996. La banda va reclutar més tard el vocalista Mark Wakefield, el baixista Dave Farrell i el tocadiscista Joe Hahn. Després que Wakefield deixés Xero, Delson va recórrer al seu antic cap Jeff Blue de Zomba Music per ajudar a trobar un substitut. Blue va presentar la banda a Chester Bennington, que va fer una audició amb èxit i es va convertir en el vocalista a temps complet de la banda. Blue després es va convertir en el vicepresident d'A&R de Warner Bros. Records, i va ajudar a la banda a signar un contracte discogràfic.

Delson va tocar la guitarra als set àlbums de Linkin Park. També va tocar el baix a Hybrid Theory quan Farrell va deixar temporalment Linkin Park per girar amb una altra banda. Després del llançament d'"Hybrid Theory", Delson va estar molt involucrat amb la producció i direcció creativa del so de Linkin Park al costat de Shinoda. Els dos van coproduir "The Hunting Party" i "One More Light". Mentre treballava a "The Hunting Party", el productor discogràfic Rick Rubin va animar Delson a mostrar el seu toc de guitarra incloent més solos de guitarra en comparació amb els àlbums anteriors de la banda. Delson va comentar el nou enfocament:
| « | "En els últims discos vaig tocar la guitarra a l'estudi, però m'havia centrat en altres instruments... Però aquestes cançons tracten de redescobrir la guitarra i divertir-me molt amb ella". | » |

També va supervisar les operacions comercials de la banda, incloent el seu màrqueting i finances, juntament amb els seus companys Farrell i Bourdon.
Delson i Linkin Park han estat en una pausa indefinida des de la mort sobtada de Chester Bennington el 2017.

## Registres de taller mecànic
Article principalRegistres de taller mecànic (anglès)
Delson i Shinoda van fundar el seu propi segell discogràfic, Machine Shop Records, el 2001. Delson va explicar la seva raó per fundar el seu propi segell discogràfic, comentant: "Massa gent a la indústria musical va intentar preservar l'statu quo en comptes d'adoptar la innovació".

## Discografia
Amb Linkin Park
- Article principal: Discografia de Linkin Park (anglès)
- Hybrid Theory (2000)
- Meteora (album)|Meteora (2003)
- Minutes to Midnight (Linkin Park album)|Minutes to Midnight (2007)
- A Thousand Suns (2010)
- Living Things (Linkin Park album)|Living Things (2012)
- The Hunting Party (album)|The Hunting Party (2014)
- One More Light (2017)

## Estil de toc i equipament
Delson's ha afirmat que "no li agrada mostrar-se", i que intenta tocar la seva guitarra perquè soni com si fos el teclat o les cordes per encaixar perfectament amb el hip-hop i l'electrònica de la banda. - Composicions d'estil. Delson també ha afirmat que li agrada produir una sensació granulosa i "mostrejada" amb el seu so. Tot i que es va descriure a si mateix com un "fervent oponent dels guitarristes", va començar a tocar en solitari a l'era Minutes to Midnight després que els seus companys de banda l'encoratgessin a fer-ho. Delson interpreta solos de guitarra als temes "What I've Done", "In Pieces" i "The Little Things Give You Away". Delson també va tocar molts solos al sisè àlbum d'estudi de Linkin Park, The Hunting Party.
Per als espectacles en directe, Brad de tant en tant ha intercanviat instruments amb Farrell durant "Nobody's Listening" i també toca el piano durant la cançó "Hands Held High". Durant la gira A Thousand Suns va ampliar el seu repertori en directe per incloure percussió, teclats i cors. Durant la gira del 2012 de promoció de Living Things, també va tocar els teclats durant altres cançons com "Burn It Down".
Delson normalment actua mentre porta un parell d'auriculars de la marca Shure, per tal de protegir la seva audició.
L'equip de Delson inclou el següent:
Guitarres
- Guitarres Paul Reed Smith Custom 24/Standard 24/CE 24: la guitarra preferida de Delson és el seu PRS vermell fet a mida amb el soldat Hybrid Theory al cos, Tuned to Drop C#. També en té un amb un acabat en greyburst i el logotip "Minutes to Midnight-era LP" per sintonitzar Drop D i per interpretar cançons des de Minutes to Midnight. També té un CE24 blau i un Sunburst Custom 24 que va ser la seva guitarra principal durant els primers dies de Linkin Park i es pot veure als vídeos de "In The End, Crawling, and One Step Closer". Va ser retirat l'any 2003. També té dos CE24 i un Custom 24 amb una pastilla de coll Fernandes Sustainer per interpretar "No More Sorrow".
- Guitarres PRS Custom 22/CE 22. Delson té dos Custom 22, un en un color grisenc afinat amb l'afinació E♭ i un altre vermell, amb el soldat Hybrid Theory al cos idèntic al seu Custom 24 afinat amb Drop C#. A la mateixa guitarra vermella se li va canviar la pastilla del coll per una pastilla Fernandes Sustainer per interpretar No More Sorrow.
- PRS NF3: utilitzat a "Runaway" i "With You". sintonitzat a Drop B
- PRS Standard - Acabat plata. S'utilitza en l'afinació E♭. Jubilat l'any 2002.
- Guitarra Ibanez RG470XL: utilitzada a "Don't Stay" i "Nobody's Listening", afinada a Drop B
- Guitarra Ibanez GRG370DX
- Guitarra Ibanez RG120: s'utilitza a "A Place for My Head" durant la gira Summer Sannitarium 2003 i alguns espectacles de Projekt Revolution el 2004 (un va ser aixafat a gairebé tots els espectacles de Summer Sanitarium el 2003 i, ocasionalment, a Projekt Revolution el 2004).
- Guitarra Ibanez RG7620 de 7 cordes: utilitzada a "Runaway" i "With You" de 1999 a 2002, afinada a l'afinació B
- Fender Rory Gallagher Tribute Stratocaster: s'utilitza a "What I've Done", "The Little Things Give You Away", "Valentine's Day", "Bleed it Out", "New Divide", "Iridescent", "Burning in the Skies". " i "El catalitzador".
- Fender vintage 1950's Stratocaster: s'utilitza principalment a l'estudi o com a còpia de seguretat de la seva Fender Rory Gallagher Tribute Stratocaster. (Durant Summer Sonic 2009 en va demanar un a la meitat de New Divide ja que el seu Rory Gallagher tenia un problema)
- Fender Jaguar
- Fender Telecaster
- Gibson Les Paul (ja no s'utilitza)
- Ibanez RGT3120: utilitzat a "Runaway" i "With You" el 2003-2007, sintonitzat en B
- Gibson J45: s'utilitza a "The Messenger" (A Thousand Suns)

Efectes
Per evitar problemes amb els pedals que es danyin durant les actuacions en directe, Delson manté els seus pedals d'efecte en un bastidor juntament amb els seus amplificadors i els controla a través d'una pedalera a l'escenari. El tauler també conté un control de pedal que li permet canviar la configuració dels seus pedals d'efectes.
| - Voodoo Lab Ground Control Pro floorboard - GCX Audio Switcher - TC Electronics G-Major effects processor - Boss Expression pedal - Boss BF-3 Flanger - Boss NS-2 Noise Suppressor - Boss CS-3 Compression Sustainer (x2) - Boss CE-5 Chorus Ensemble - Dunlop MXR Micro Amp - Ibanez LF-7 Lo-fi pedal | - Caroline Guitar Company Kilobyte - Dr. Scientist Reverberator - Electro-Harmonix HOG - EarthQuaker Devices Disaster Transport SR - EarthQuaker Devices Hummingbird - Electro-Harmonix Holy Grail - Red Panda Particle - Strymon BigSky - Z.Vex Super Hard-On - Z.Vex Mastotron |

Amplificadors i equip de corrent
Per als dos primers àlbums, va utilitzar Mesa Boogie Dual Rectifiers i va modificar els caps de reedició de Marshall 1959SLP en directe i a l'estudi, però durant l'enregistrament de Minutes to Midnight Delson va decidir no utilitzar gran part del seu vell equip per donar-li un so nou. Delson va utilitzar diversos amplificadors vintage i rars, com ara Soldano SLO, Marshall JCM 800, Mesa Boogie Dual Rectifier, un Hiwatt Custom de 50 watts de 1972, un Bogner Uberschall i un amplificador Bo Diddley extremadament rar amb un retard de cinta a bord que probablement es va fer per Diddley. per Watkins (WEM). Durant les actuacions en directe, Delson es basa en diversos mòduls Randall MTS per recrear el so d'aquests diferents amplificadors.
El 2014, la plataforma Randall es va eliminar gradualment per a una configuració de Fractal Axe-FX II, que s'executa directament al sistema de megafonia i un amplificador de potència Matrix GT1000FX. Els únics pedals d'efectes analògics que s'utilitzen són un fuzz Devi Ever Shoegazer, Electro-Harmonix H.O.G. i un supressor de soroll Boss NS-2.
Altres
- Falca Dunlop Pics-Tortex (0,73 mm)
- Cordes D'Addario: EXL115, EXL140, EXL110
- Pastilles DiMarzio: D-Sonic, Tone Zone i Air Norton
- Emissors i receptors sense fil Audio technica
- Native Instruments Maschine Mikro: s'utilitza a "Castle of Glass", "Lies Greed Misery" i "Victimized"
- Megàfon: s'utilitza en "espais buits" i "quan vénen per mi"
- Access Virus Ti2 de Mike Shinoda, Nord Piano, Korg Triton (del 2007 al 2008) i Open Labs Neko (del 2010 al 2012) per a teclats

## Vida personal

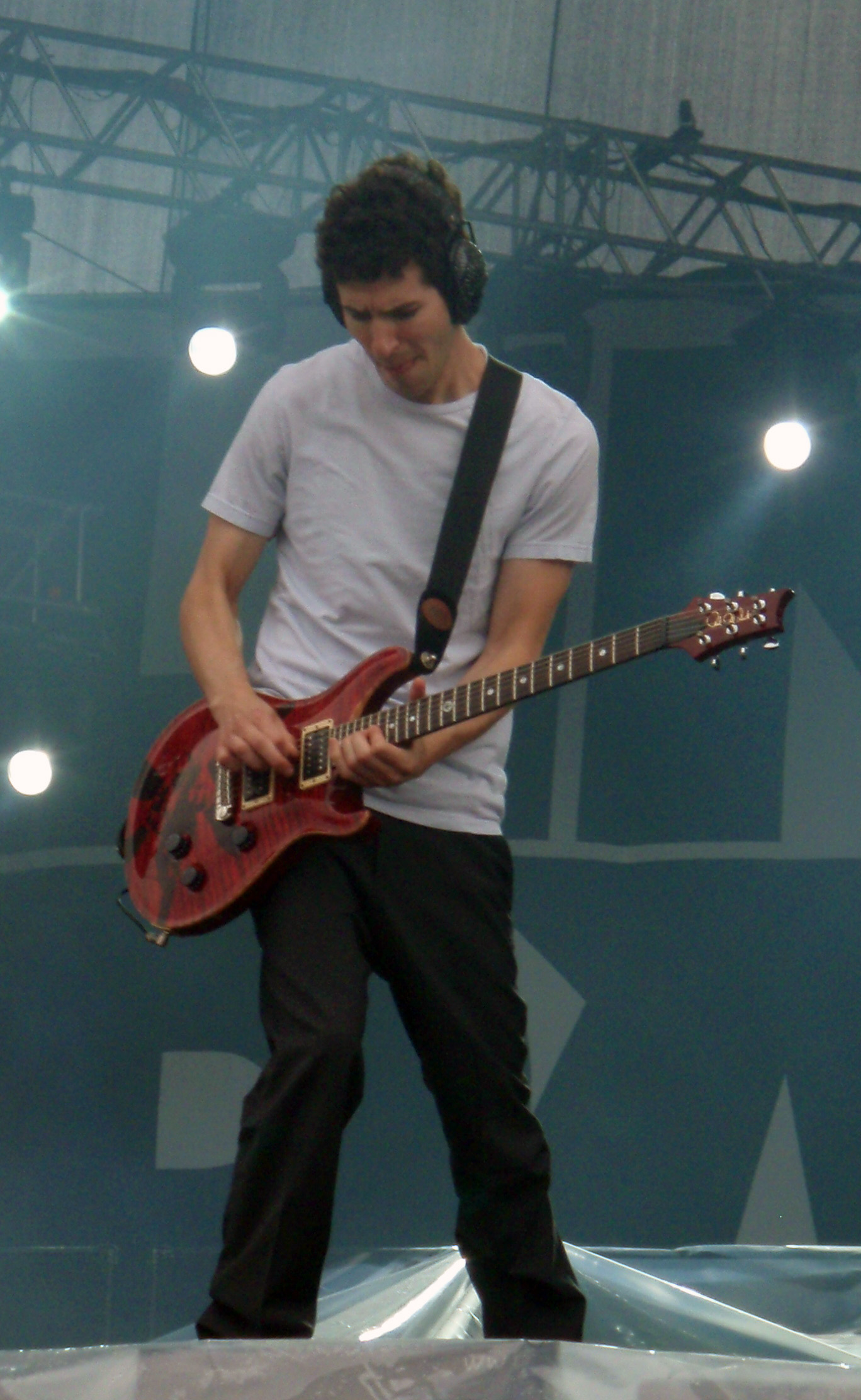
Brad Delson actuant al Linkin Park el 2009

Delson es va casar amb Elisa Boren el setembre de 2003. La parella va comprar una casa al barri de Beverleywood de Los Angeles el 2022.
Va ser el ponent principal a la cerimònia de graduació de la Facultat de Lletres i Ciències de la seva alma mater UCLA el 12 de juny de 2009 al Pauley Pavilion.
Delson ha citat que la seva influència més gran és el cantant i vocalista Sebastian Bach.
Delson és jueu.

## Filantropia
- 2004 - Delson i la seva dona van establir el "Delson Scholarship Fund" a UCLA, que anualment concedeix beques de quatre anys a estudiants extraordinaris de Huntington Park.[1]
- 2005 - Linkin Park va fundar "Music for Relief", una organització sense ànim de lucre fundada per ajudar les víctimes de les catàstrofes mundials i combatre l'escalfament global. Des de la seva fundació, "Music for Relief" ha recaptat gairebé tres milions de dòlars, ajudant a les víctimes del tsunami del sud d'Àsia, l'huracà Katrina i els incendis forestals del sud de Califòrnia.[1]
- 2005 - Signat com a partidari oficial de "Little Kids Rock", una organització sense ànim de lucre que ofereix instruments musicals i ensenyament gratuïts als nens d'escoles públiques desateses dels Estats Units. Delson ha lliurat personalment instruments als nens del programa i forma part de la junta directiva de l'organització com a membre honorari.[28]